# Trimalaconothrus flagelliformis
Trimalaconothrus flagelliformis är en kvalsterart som beskrevs av Wallwork 1970. Trimalaconothrus flagelliformis ingår i släktet Trimalaconothrus och familjen Malaconothridae. Inga underarter finns listade i Catalogue of Life.